# ماتهنی (ویرجینیای غربی)
ماتهنی(به انگلیسی: Matheny) شهری در ایالت ویرجینیای غربی کشور ایالات متحده آمریکا است که جمعیت آن در سرشماری سال ۲۰۱۰ میلادی، ۵۳۱ نفر بوده‌است.